# Ed Jucker
Edwin Louis Jucker, (nacido el 15 de marzo de 1915 en Norwood, Ohio y fallecido el 2 de febrero de 2002 en Callawassie Island, Carolina del Sur) fue un entrenador de baloncesto estadounidense.

## Trayectoria
- Merchant Marine (1945-1947)
- RPI Puckman (1948-1953)
- Universidad de Cincinnati (1953-1960), (Ayudante)
- Universidad de Cincinnati (1960-1965)
- Cincinnati Royals (1967-1969)
- Rollins College (1972-1977)